# 奥尔巴萨诺
奥尔巴萨诺（義大利語：Orbassano），是意大利都灵省的一个市镇。总面积22.05平方公里，人口22172人，人口密度1005.5人/平方公里（2009年）。ISTAT代码为001171。

## 友好城市
- 波蘭埃烏克 2010年